# 로마-인도 관계

서기 1세기에 작성된 '에리트레아 항해지'에 따른 로마의 인도 및 스키티아 지역 내 해상 무역.

기록상 첫 고대 인도와 고대 로마 간의 관계는 초대 로마 황제 카이사르 아우구스투스 재위 (기원전 27년-서기 14년)에 발생하였다.
로마 제국 시기에 당시 '인도'(오늘날 인도, 방글라데시, 파키스탄, 아프가니스탄 등을 포함한 남아시아)라 알려진 지역 내 로마인들을 포함한 유럽인들의 존재는 거의 기록에 남아 있지 않다. 알렉산드로스 대왕의 정복 이전까지, 유럽과 남아시아 간 접촉에 대해 동시대 사람들 혹은 비슷한 시기의 사람들의 기록이 남아있지 않아, 현대의 해석은 대부분이 이들 사이에 무역과 관련하고 있는, 좀 더 풍부한 문학적 자료, 화폐학적 자료, 고고학적 증거물에 의존하고 있다.

## 초기 접촉

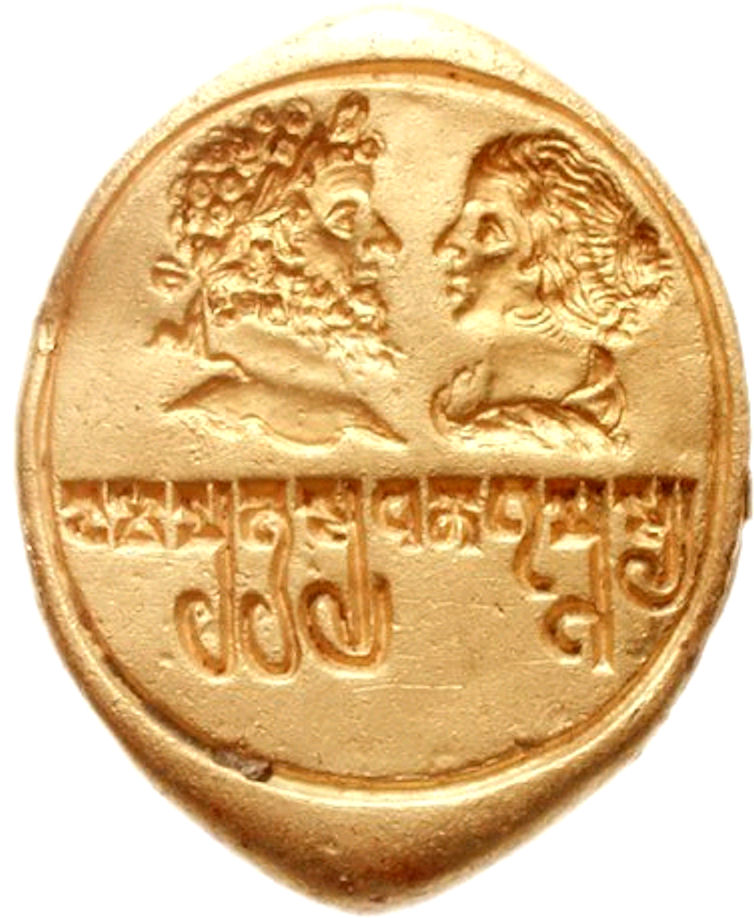
인도-로마 관계에 있어 증거품인 셉티미우스 세베루스와 율리아 돔나의 초상이 담긴 쿠샨 왕조의 고리.

인도-로마 관계는 무역에서 형성되었다. 로마의 인도 무역은 내륙의 캐러밴들로 시작하여 후대 기원전 30년 아우구스투스가 이집트를 정복한 뒤에 직접적인 해상 교역으로 이어졌다.
스트라본에 따르면 (II.5.12), 아우구스투스가 이집트의 지배권을 차지하고 얼마 안 되어, 갈루스가 이집트의 총독으로 있던 시절 (기원전 26년–24년), 120척에 이르는 배들이 매년 미오스 호르모스에서 오늘날의 인도로 항해 준비를 하고 있었다고 한다:
"어쨌든, 갈루스가 이집트의 프라이펙투스이던 시절에, 나는 그와 함께 나일강을 타고 내려가 저 멀리 시에네와 에티오피아의 국경까지 이르렀고, 무려 120척이나 되는 선박들이 미오스 호르모스에서 인도 아대륙까지 항해하고 있었음 알게 되었는데, 불과 프톨레마이오스 왕가가 있던 시절에는, 아주 소수의 선박만이 항해에 나서 인도 상인들에게 화물을 전하였다고 한다."— 스트라본 II.5.12. 

아우구스투스는 프톨레마이오스의 홍해 지역 항구와 홍해에서 나일강으로 이어지는 경계 업무를 유지하였고, 여기에서 나오는 상품들은 펠루시움과 알렉산드리아의 항구 등에 하류를 통해 운송될 수 있었다. 그는 또한 해적 소탕 업무를 위하여 프톨레마이오스의 홍해 지역 초계 함대를 대체하였다. 그는 기원전 26년과 20년에 인도의 왕들로부터 대사들을 받았지만, 이에 대한 상세한 내용은 알려진 것이 없으며, Carey는 이에 대하여 이렇게 평가했다: "대사들의 임무는 무의미한 찬사 어구를 교환하는 것 그 이상에 의도를 분명히 두었을 것이다."
아구스투스 시대, 또는 그때 이전 쯤에, 히팔로스라는 선장이 여름계절풍 시기 아덴에서 출발하여 반대무역풍을 타고 돌아가는, 인도 방향으로 공해를 통해 상대적으로 안전하고 규칙적인 접촉로에 대한 발견했다(또는 새로운 소식을 가져왔다). 이 경로는 기원전 1세기경의 로마의 아덴 공격으로 인해 더욱 안전하고 편리해졌을 것이다.
카시우스 디오의 로마사 54.9 에서(서기 229년 이후 어느 시기):

많은 사절단들이 그(아우구스투스)에게 찾아왔고, 이전에 동맹의 조약을 맺을 것을 뜻을 보이던 인도인들이 로마인, 그리고 내가 틀리지 않았다면 그리스인들도 마찬가지로 처음 본 호랑이, 짐승 등 선물을 가져와 동맹을 맺었다. . . .

내륙의 캐러밴들은 쿠샨 왕조가 서기 1세기 동안 북인도로, 2세기 초에는 갠지스강 유역으로 내려온 뒤로 인도로 향하는 한층 더 유용한 경로를 얻었을 것이다.

"최소한 아우구스투스 시절에 육상 교역로를 통해서 온 몇몇 사절단들이 로마에 도착하였다. 적어도 그 사절단 중에 네 개가 라틴어 문헌에 언급되는데, 한 사절단은 푸루 (Puru, 젤룸과 베아스강 사이의 지역)에서 온 이들로 로마에 뱀, 무지개꿩, 호랑이 그리고 그리스어로 쓰인 서신을 가져왔고, 두 번째는 브로아치에서 온 사절단이고 '게르마노스'라는 불교 수도승과 같이 왔으며, 세 번째는 체라에서 온 사절단이었다. 이 사절단은 무지리스 (코둥갈루르)에 아우구스투스를 기리는 신전이 있다고 로마에 전해왔다고 한다. 네 번째는 판디아에서 온 사절단인데 귀금속, 진주, 그리고 코끼리 한 마리를 가져왔다고 하였다. 아우구스투스 시대에 인도와 로마 간의 교역 관계가 증가하고 있었음은 알려진 사실이나 이 무역의 균형은 시작 시기부터 인도 측에 유리했었고 이 결과로 로마의 금이 인도로 유출되었다."

## 에리트라해 안내기
신원 미상의 항해사가 그리스어로 쓴 '에리트라해 안내기'는 서기 40년과 70년 사이의 것으로 현재는 확실하게 추정되며 서기 40년과 50년 사이일 수도 있다.
안내기의 저자는 오늘날 카라치 인근의 인도 아대륙 서쪽에 있는 인더스강 하류의 바르바리콘에서부터, 인도 남쪽 끝 지점 그리고 저 멀리는 오늘날 콜카타 근처의 갠지스강 하류에 있는 항구들을 나열하였다. 서쪽 해안의 항구들 일부에 대해 정보가 풍부한 것과 대조적으로, 인도 동쪽 해안의 항구들에 대해서 어떠한 정치적 내용도 전하지 않았는데, 아마도 그가 그곳에 개인적으로 가보지 않았음을 나타낸 것일 거이다. 실제로 이 안내기는 서방의 상선들이 일반적으로 인도 대륙 남쪽 끝 너머로 넘어가지 않았음을 암시하는 것처럼 보이며, 인도와 팔라이시문두 혹은 타프로바네 (스리랑카) 북쪽 끝의 길목이 대양을 가로지르는 상선에게는 너무 얇았고 동시에 스리랑카 주변의 항로가 너무 길어 이집트로 돌아가는 데 적절한 바람이 오기 앞서 배의 선장들이 이 지역에서 계절풍 시기를 보내야했기 때문에 아마 인도의 토착 배들에게 무역을 맡겼을 것이다.

## 플리니우스의 기록

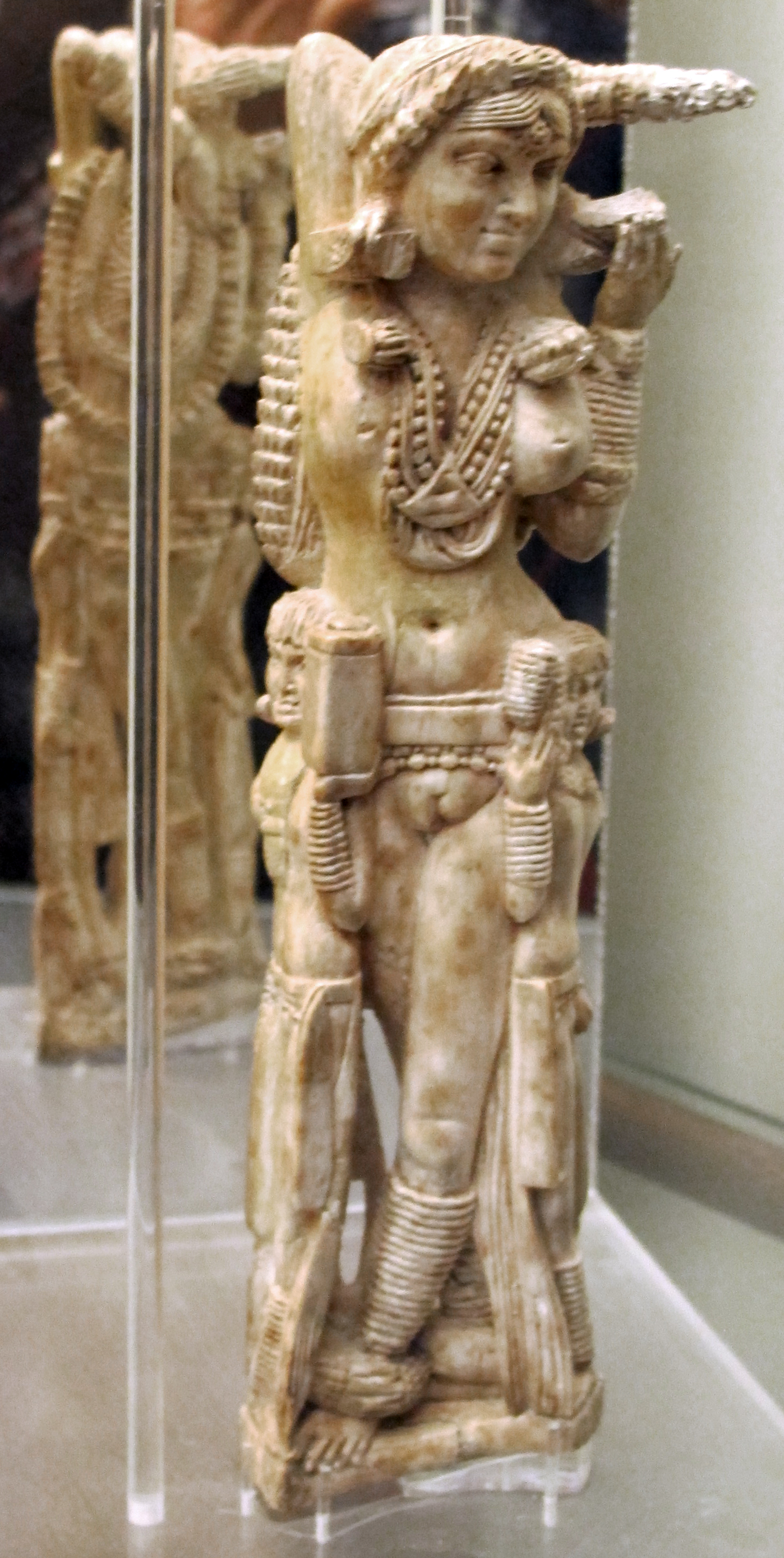
인도 예술품이 이탈리아에서 발견되기도 했는데, 1938년에 폼페이 락슈미가 폼페이 (서기 79년 베수비오산 분화로 파괴)에서 발견되었다.

보통 대 플리니우스로 알려진 가이우스 플리니우스 세쿤두스 (서기 23년–79년)는 서기 70년에 기록되어, 서양 고전 문학에 남아있는 아마 인도와 인도와의 무역에 관하여 가장 중요한 기록물을 남겼다. 그는 인도에 대하여 꽤나 많은 내용을 전하였으며, 비록 그것들이 모두 정확한 것은 아니나 그의 논평은 단순히 역사의 토대를 개략적으로 전하는 것 이상을 하고, 인도의 문화와 교역이 얼마나 잘 알려지게 되었는가에 대한 어느 정도의 상황을 알려주는 데 도움을 준다:
"산호는 인도인들 사이에서 인도산 진주만큼이나 값비싸다. 산호는 홍해에서도 발견되지만, 그 색상은 좀 더 검다. 가장 비싼 것은 스토이카데스제도 인근의 갈리아만에서, 아이올리아제도 인근 시칠리아만에서, 드레파눔 근처에서 발견된다. . . . 산호는 로마 여인들이 인도산 진주를 평가하는 것 못지 않게 인도인들에게 그 어떠한 것보다 귀하게 취급받는다. 인도의 점쟁이들과 예언가들은 산호가 위험을 물리치는 부적으로서 효능이 있다고 믿었다. 그런 이유로 인도인들은 미적 이유와 종교적 면에서 산호를 좋아한다. 이것이 알려지기 전에, 갈리아인들은 산호를 검, 방패, 투구 등을 장식하는 데 썼다. 이제는 그 값어치 때문에 산호는 아주 희귀해졌고, 자연 서식지에서도 보기가 드물어졌다." 플리니우스의 '자연사' (서기 77년) (XXXII, chaps. 21, 23).
로마의 동방 무역에 관한 가치에 대하여 매년 수백 만 세스테르케라고 내린 플리니우스의 평가(플리니우스의 '자연사', VI, 26, 6 & NH, XII, 41, 2)가 보통은 과장된 것이라 여겨지지만, 그 수치가 화폐 그 자체보다는 무역의 총 가치를 나타내는 것이라 본다면, 그 값은 상당히 믿을 만한 것이 될 수 있다:
"예를 들어, 무지리스 (체라 왕국, 오늘날 남인도)에서 알렉산드리아로 향하는 기록 상의 화물 하나에는 700-1,700 파운드의 나르드 (향이 나는 발삼), 4,700 파운드가 넘는 상아, 거의 790 파운드에 이르는 직물로 이뤄져 있었다. 이는 이집트의 가장 좋은 농지 2,400 에이커를 구매할 수 있는, 총 131 탈란트에 해당하는 가치로 추정된다. 평균적인 로마의 화물선이 대략 150개 탁송물을 싣는다는 것을 유념할 때, 플리니우스의 수치는 완전히 타당하게 된다. 이런 믿기 어려운 수익성을 띠는 가운데 이집트의 로마 정부가 인도 교역을 장려했다는 것은 놀라운 것이 아니며 홍해의 레우케 코메 항구에서 로마인들은 인도에서 들여오는 모든 상품들에 대해 25 퍼센트의 세금을 매겼다." 

## 트라야누스
로마 황제 트라야누스는 다키아인들을 패배시키고 서기 105년경에는 페트라를 중심으로 한 나바테아의 아랍인들을 병합시키고 나서, 로마로 돌아온 뒤에:
"...신디족 (인더스강 유역의 사람들)을 포함하여 다양한 야만족들로부터 몹시나 많은 사절단들이 그에게 찾아왔다. 그리고 그는 123일간의 구경거리를 열었으며, 이 기간에 야생 동물과 길들여진 짐승들을 포함해 대략 1만 1천 마리가 도살되었고, 1만 명의 검투사들이 경기를 치렀다."
트라야누스는 이후에 파르티아를 격퇴시켰고, 티그리스강을 타고 내려가 (115–16년), 페르시아만 북쪽 해안가에 도달하였다. "로마군은 야전에서 파르티아 세력을 제압하였고 페르시아만에 도달하였다. 그리고 이들을 승리로 이끈 임페라토르, 트라야누스는 인도 아대륙의 북서쪽을 향해 알렉산드로스의 진군을 재현하는 꿈을 꾸었으나, 그의 나이 때문에 그 계획을 접어야함을 따를 수밖에 없었다."

## 후대 문헌

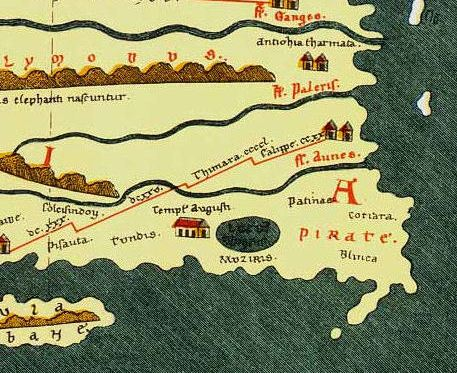
'포이팅거 지도'에서 인도의 남쪽 끝 인근에 나타나 있는 무지리스.

4세기 또는 5세기 초에 제작된 세계 지도에 대한 중세 시대 사본인 '포이팅거 지도'는 인도의 남서쪽 해안에 대한 로마 제국의 무역에 있어 주요 항구들 중 하나인 무지리스에 위치한 '아우구스투스 신전'을 나타내고 있다. 이 내용과, 무지리스에 살아있을 것으로 보이는 대리인들 사이의 대여물에 대한 동의서 같은 증거물, 에리트라해 안내기의 완곡한 언급 등 모든 것들은 그 지역에 살았던 로마인들의 취락을 나타내는 것으로 보인다.
콘스탄티누스 대제 (272–337년)의 궁정에 '동방의 인도인들'한테서 왔다고 하는 사절단들이 기록되어 있다:
"동방의 인도인들한테서 온 사절들이 선물을 가져왔고 . . . . 이들은 왕 (콘스탄티누스 대제)에게 그의 통치권이 자신들의 대양에 이르렀다는 소식을 전해왔다. 또한 이들은 그에게 인도의 대공들이 그를 자신들의 전제 군주이자 왕으로서 인정하고 있음을 나타내는 표시로서 그를 기념하는 그림과 조각상을 얼마나 헌정하고 있는 지에 대해 말하였다." 카이사레아의 에우세비우스 (c. 263–339) De Vita Constant. IV. 50.
서기 361년에 '인도 민족들'한테서 온 더 많은 사절들이 언급되어 있다:
"사방에서 온 사절들이 그(서기 361년, 율리아누스)에게 떼 지어 찾아왔고, 인도 민족들은 저 멀리 디비족 (몰디브인)과 세렌디비족(실론인)에 이르기까지 자신들의 중요한 이에게 선물을 보내는 데 지지않으려는 열정을 갖고 경쟁하였다." 암미아누스 마르켈리누스. History XXII.vii.10.
마지막으로, 요안니스 마랄라 혹은 요안니스 마랄라스 (491년경–578년)는 477쪽에, 서기 530년에 "인도의 사절들이 콘스탄티노플에 보내졌다"라고 기록하였다.

## 고고학 유물의 기록

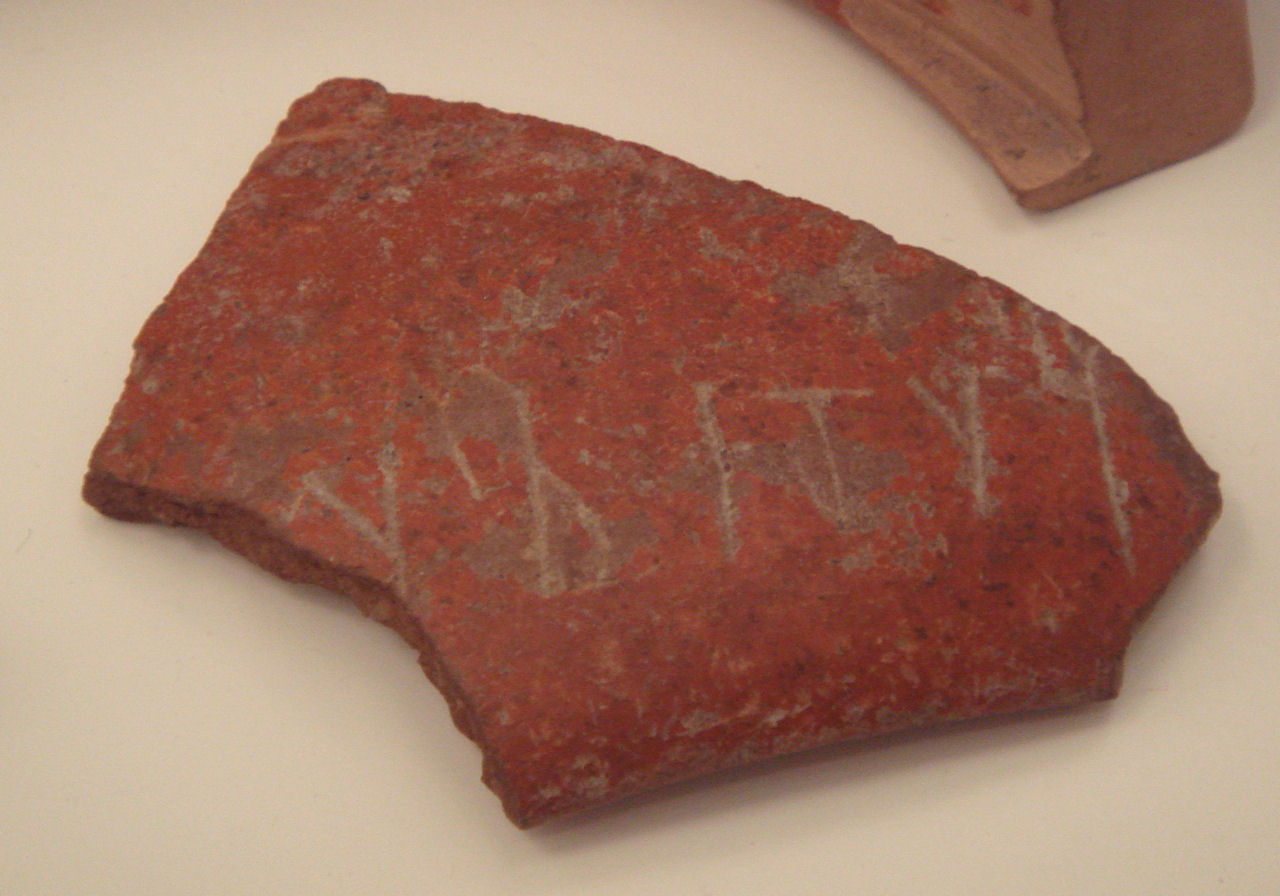
아리카메두 비람파트남에서 발견된 이탈리아 아레초에서 만들어진 로마 시대 도자기 조각 (서기 1세기).

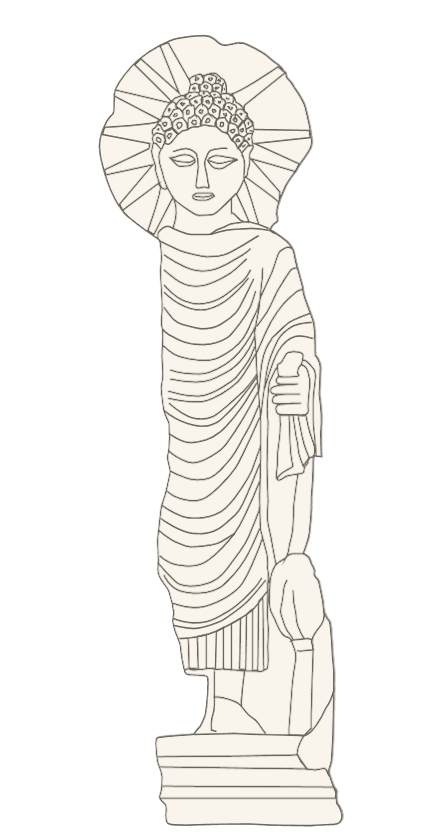
이집트 베레니케에서 발견된 베레니케 붓다

인도 아대륙 내 로마의 존재에 대한 가장 좋은 고고학적 기록물은 남인도 지역, 특히나 아리카메두에서 찾아볼 수 있다.
아리카메두는 타밀족의 어촌 마을로, 과거에는 구술을 만들어 로마의 무역상들과 교역하는 데 집중하던 초기 촐라의 주요 항구였다. 5세기 초에 로마인들이 떠날 때까지 수세기 동안 번영을 누렸다.
로마의 도자기 제작소들인 VIBII, CAMURI, ITTA 등의 문구를 담고 있는 다수의 암포라들을 포함한 다양한 로마의 유물들이 이 지역에서 발견되었으며, 오늘날 타밀 나두와 스리랑카를 포함하는 고대 타밀족 세력과 로마 간의 거대한 교역이 있었다고 하는 관점을 뒷받침한다.
고고학 기록물들로 가득찬 또 다른 장소는 케랄라 지역에 있는 무지리스이다. 무지리스는 체라 제국과 로마 제국 사이 타밀라캄의 무역 중심지였다. 파타남에서 발견된 대량의 주화 무더기와 셀 수 없이 많은 암포라 무더기 등은 이 항구 도시의 가장 유력한 위치를 찾아내려고 하는 최근의 고고학계 관심을 이끌어내고 있다.
서기 2세기에 현지에서 만든 것으로 추정되는 부처 조각상인 '베레니케 붓다'는 이집트의 항구 베레니케에서 발견되었다.

## 주화 상의 기록
아우구스투스와 서기 1세기 그리고 2세기의 로마 황제들 당시의 로마 금화 무더기들이 남인도에서 발견되고 있다. 대략 120여 년간에 이르는, 아우구스투스부터 네로까지의 아우레우스 및 데나리우스 등 대략 망갈로르에서 무지리스 그리고 남인도 끝 주변을 거쳐 동인도의 항구 도시들로 이어지는 교역로를 따라 모두 발견된 다수의 로마 주화들이 관심을 이끌어내고 있다.
아우구스투스 시기에 (기원전 63년–서기 14년), 데나리우스의 은 함량이 3.9 그램으로 떨어졌다. 이 중량은 네로 시대 (서기 37년-68년)까지 이어졌다. 이러한 특징은 인도의 서쪽 해안가에서 서고츠산맥의 팔가트 산길을 통과하여 동쪽 해안에 이르는 육상 교역로가 인도 아대륙의 끝이나 스리랑카만을 주변으로 하고 있는 위험성을 띠거나 빙 돌아가는 해상 교역로보다 훨씬 인기가 많았음을 나타내기도 한다.

## 같이 보기
- 고대 그리스-인도 관계
- 인도의 경제사
- 인도양 무역
- 인도-로마 무역 관계
- 인도-이탈리아 관계
- 그리스-인도 관계
- 인더스-메소포마티아 관계
- 인도의 해양사
- 에리트라해 항해기
- 비단길

## 참고 문헌
- Ball, Warwick. (2000). Rome in the East: The transformation of an empire. Routledge. London and New York. ISBN 0-415-11376-8.
- Begley, Vimala and de Puma, Richard Daniel (eds). (1991). Rome and India: The Ancient Sea Trade. University of Wisconsin Press. ISBN 0-299-12640-4.
- Carey, M. (1954). A History of Rome down to the reign of Constantine. 1st edition 1935,. 2nd edition 1954. Reprint 1970 by Macmillan, St. Martin's Press.
- Casson, Lionel. The Periplus Maris Erythraei: Text With Introduction, Translation, and Commentary. Princeton University Press, 1989. ISBN 0-691-04060-5.
- Chami, F. A. 1999. “The Early Iron Age on Mafia island and its relationship with the mainland.” Azania Vol. XXXIV, pp. 1–10.
- Chami, Felix A. 2002. "The Graeco-Romans and Paanchea/Azania: sailing in the Erythraean Sea." From: Red Sea Trade and Travel. The British Museum. Organised by The Society for Arabian Studies.
- Chandra, Moti. (1977). Trade and Trade Routes in Ancient India. Abhinav Publications. New Delhi.
- Fussman, G. 1991. "Le Periple et l'histoire politique del'Inde". Journal Asiatique 279 (1991):31–38.
- Healy, John F. (1991). Pliny the Elder. Natural History: A Selection. Penguin Books. ISBN 0-14-044413-0.
- Hill, John. (2004). A draft annotated translation of "The Peoples of the West" from the Weilüe: A Chinese description of the West, including the Roman Empire (Da Qin), especially Sections 11–21 and notes at: .
- Hill, John E. (2009). 《Through the Jade Gate to Rome: A Study of the Silk Routes during the Later Han Dynasty, First to Second Centuries CE》. BookSurge. ISBN 978-1-4392-2134-1., See especially Sections 11–16 and notes.
- Huntingford, G. W. B. (1980). The Periplus of the Erythraean Sea, transl. (Hakluyt Society). ISBN 0-904180-05-0 (also includes translation of Red Sea material from Agatharchides)
- Majumdar, R. C. (1960). The Classical Accounts of India. Firma KLM Private Ltd., Calcutta. Reprint 1981.
- Menachery, George, "Kodungallur the Cradle of Christianity in India", Azhikode, 1987, repr.2000.
- Menachery, George, "The St. Thomas Christian Encyclopaedia of India", Ed. George Menachery, Vol.I 1982, II 1973, III 2009.
- Menachery, George, The Indian Church History Classics, Vol.I, "The Nazranies", SARAS, Ollur, 1998.
- Miller, J. Innes. 1969. The Spice Trade of The Roman Empire: 29 B.C. to A.D. 641. Oxford University Press. Special edition for Sandpiper Books. 1998. ISBN 0-19-814264-1.
- Nagaswamy, R. 1995 Roman Karur: A peep into Tamil's past. Brahad Prakashan, Madras.
- Narain, A. K. (1968). "The Date of Kaniṣka." In: Papers on the Date of Kaniṣka. Edited by A. L. Basham. Leiden. E. J. Brill.
- Robin, C. 1991. "L'Arabie du sud et la date du Périple de la mer érythrée". Journal Asiatique 279:1–30.
- Schoff, Wilfred Harvey, translator (1912). Periplus of the Erythraean Sea: Travel and Trade in the Indian Ocean by a Merchant of the First Century, Translated from the Greek and Annotated.  (First published 1912, New York, New York: Longmans, Green, and Co.)  Reprinted 1995, New Delhi: Munshiram Monoharlal Publishers, ISBN 81-215-0699-9 .
- Smith, Vincent A. (1908). The Early History of India: From 600 B.C. to the Muhammadan Conquest including the invasion of Alexander the Great. 2nd edition, revised and enlarged. Oxford at the Clarendon Press.